# N151 (België)
De N151 is een gewestweg in de Belgische provincie Antwerpen. Deze gewestweg vormt de verbinding tussen de N177 en de N150. Over het ganse traject heet deze gewestweg Vogelzanglaan.
De totale lengte van de N151 bedraagt ongeveer 500 meter.